# Smicroloba quadrapex
Smicroloba quadrapex là một loài bướm đêm trong họ Noctuidae.